# Сетон, Мария
Мария Сетон (англ. Mary Seton; 1542 — 1615, Реймс) — одна из четырёх фрейлин королевы Шотландии Марии I; позже монахиня монастыря Сен-Пьер-Ле-дам в Реймсе.

## Биография
Мария родилась в семье Джорджа Сетона, 6-го лорда Сетона и его жены Марии Пиерис, французской фрейлины Марии де Гиз, супруги шотландского короля Якова V. Ещё в раннем детстве Мария, вместе с тремя другими девочками аналогичного происхождения, стала фрейлиной юной королевы Марии. Четыре юных фрейлины стали известны как «Четыре Марии»: Мария Сетон, Мария Флеминг, Мария Битон и Мария Ливинстон. Все они, за исключением Флеминг, были выбраны Марией де Гиз за их франко-шотландское происхождение. Четыре Марии сопровождали Марию Стюарт во Францию, где она вышла замуж за дофина Франциска. Сетон была единственной из «четырёх Марий», не бывавшей замужем и остававшейся с королевой после возвращении в Шотландию и после ареста в Англии.
В сентябре 1561 года после торжественного въезда в Эдинбург, Мария Стюарт отправилась во дворец Линлитгоу, а четыре Марии, в сопровождении дяди королевы, великого приора Мальты, Франсуа Лотарингского, отправились на запад в Данбар, по пути остановившись в доме брата Марии Сетон, Джорджа. Здесь Франсуа де Гиз расстался с Мариями и вернулся домой через Берик-апон-Туид и Ньюкасл-апон-Тайн. Мария Сетон сопровождала пленённую королеву Марию в Эдинбург после поражения той в битве при Карберри Хилл. Именно Сетон помогла королеве бежать в Англию после её поражения в битве при Лангсайде: Сетон, переодевшись в одежду королевы Марии, стояла у окна в замке Лохлевен, в то время как сама Мария уплывала с острова, на котором стоял замок, на маленькой лодке.
Роль и талант Марии Сетон, как личного парикмахера Марии Стюарт, была в подробностях описана сэром Френсисом Ноллисом, охранявшим королеву в замке Карлайл, в его письме к Уильяму Сесилу от 28 июня 1568 года. Мария Стюарт говорила Ноллису, что Сетон была звездой женских голов и волос в любой стране.
Изначально в Англии Мария Сетон была предоставлена сама себе в комнате с двумя кроватями, одна из которых предназначалась её горничной или «леди» Джанет Спиттелл. Кроме того, при Марии остался слуга Джон Дамфрис. В марте 1569 года граф Шрусбери отмечал, что королева Мария сидит и шьёт в комнате его жены Бесс из Хардвика в замке Татбери в сопровождении Марии Сетон и леди Ливинстон.
В августе 1570 года мать Марии, Мария Пиерис, леди Сетон, находившаяся в замке Блэр, узнала о болезни дочери и написала из Данкелда королеве Марии, может ли она вернуться домой. Письмо было перехвачено, а саму леди Сетон заключили в тюрьму в Эдинбурге. В октябре королева Елизавета, узнав о том, что Мария Пиерис была арестована и будет изгнана из Шотландии только за то, что написала письмо дочери и королеве, приняла меры, чтобы регент Леннокс узнал, что Елизавета не считает это хорошим делом. Леди Сетон была освобождена до вмешательства королевы Елизаветы, пообещав больше не писать королеве Марии.
Когда в сентябре 1571 года королева Мария была перевезена в замок Шеффилд, Сетон было разрешено её посещать, однако слуге Сетон, Дамфрису, доступ был закрыт и он вынужден оставаться в городе. Джанет Спиллетт была отправлена обратно в Шотландию. При Марии осталась старая шотландка, которая была отправлена в Шотландию в апреле 1577 года.
В Шеффилде в ноябре 1581 года Роберт Бил расспросил Марию о недавней болезни королевы Марии, которая началась внезапно. Сетон сказала, что не видела прежде королеву такой больной и что болезнь причиняет ей адские боли, особенно в бедре и ноге. Королева потеряла аппетит и сон, и, по мнению Сетон, так не могло долго продолжаться. Мастер домашнего хозяйства королевы Марии, Эндрю Битон, собирался жениться на Марии Сетон, но так как она дала обет безбрачия, он поехал в Париж, чтобы получить диспенсацию. Эндрю умер во время этой поездки.
Где-то около 1585 года Мария Сетон ушла со службы шотландской королевы в Англии и отправилась в монастырь Сен-Пьер-ле-Дам в Реймсе, где настоятельницей была Рене де Гиз, сестра Марии де Гиз и тётя королевы Марии. Сетон написала письмо Марии, графине Шрусбери 22 февраля 1608 года, сообщив, что правая рука её парализована; письмо было написано на французском, поскольку после 20 лет жизни в монастыре Мария подзабыла английский. Она написала, что она послала другие письма к графине и леди Арабелле Стюарт. Мало что известно о её последних годах в Сен-Пьер-ле-Дам, кроме того, что было написано Джеймсом Мейтландом, сыном Уильяма Мейтланда и Марии Флеминг. Мейтланд посетил монастырь и нашёл Сетон, живущей в бедности и страдающей от ухудшения состояния здоровья. Он жаловался на это своей семье и сыну королевы Марии, королю Якову, но нет никаких доказательств, получил ли он ответ. После оглашения завещания оказалось, что Мария Сетон была весьма богата.
Мария Сетон умерла в монастыре в 1615 году.